# Coyuntura Demográfica
Coyuntura Demográfica. Revista sobre los procesos demográficos en México hoy. Se publica semestralmente y se especializa en temas relacionados con la demografía y población.
Su primer número salió en noviembre de 2011 bajo la dirección de Silvia Elena Giorguli Saucedo, editada y publicada por la Sociedad Mexicana de Demografía, colaboran también en su publicación El Colegio de México, la Universidad Autónoma Metropolitana-Unidad Xochimilco, la Universidad Iberoamericana, la Facultad Latinoamericana de Ciencias Sociales (FLACSO) (sede México) y El Colegio de la Frontera Norte. La revista es auspiciada y apoyada por la Subsecretaría de Educación Superior de la Secretaría de Educación Pública  (SEP), el Fondo de Población de las Naciones Unidas, el Consejo Nacional de Población y el INEGI.
Publica fundamentalmente estudios derivados de la investigación científica de la población y de temas demográficos, en español, temas que van desde la dinámica poblacional, tendencias demográficas, el empleo, la sexualidad humana y reproductiva, así como estudios de casos. Esta publicación "tiene como objetivo central convertirse en un espacio de presentación de resultados de investigación basados en un trabajo metodológico sólido", así como propiciar la evaluación y análisis de las fuentes estadísticas para la generación de políticas públicas.
Sus portadas y arte gráfico de interiores son en su mayoría creadas por artistas que son inspirados en los contenidos mismos de la revista.